# Distrito electoral de Center (condado de Cass, Nebraska)
Center (en inglés: Center Precinct) es un distrito electoral ubicado en el condado de Cass en el estado estadounidense de Nebraska. En el Censo de 2010 tenía una población de 527 habitantes y una densidad poblacional de 5,72 personas por km².

## Geografía
Center se encuentra ubicado en las coordenadas 40°55′3″N 96°10′57″O / 40.91750, -96.18250. Según la Oficina del Censo de los Estados Unidos, Center tiene una superficie total de 92.13 km², de la cual 92.01 km² corresponden a tierra firme y (0.13%) 0.12 km² es agua.

## Demografía
Según el censo de 2010, había 527 personas residiendo en Center. La densidad de población era de 5,72 hab./km². De los 527 habitantes, Center estaba compuesto por el 98.29% blancos, el 0.19% eran asiáticos, el 0.57% eran de otras razas y el 0.95% pertenecían a dos o más razas. Del total de la población el 0.57% eran hispanos o latinos de cualquier raza.